# Base (chimica)

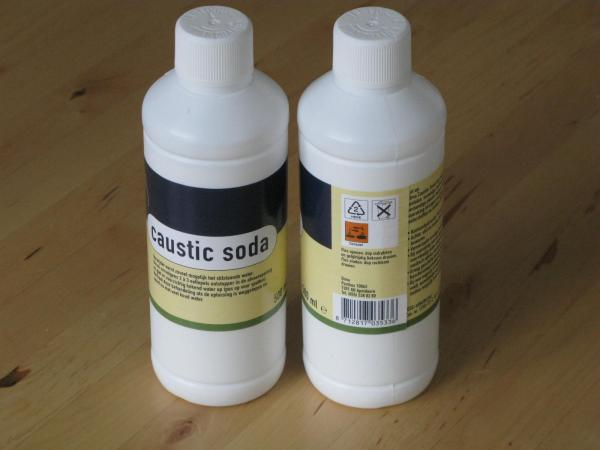
La soda caustica o NaOH: una base forte

In chimica, secondo l'accezione più comune, il termine base identifica sostanze generalmente caustiche e corrosive, capaci di intaccare i tessuti organici e di far virare al blu una cartina al tornasole. Esempi di sostanze basiche sono l'ammoniaca, la soda caustica e i più comuni tipi di sapone. Un indice della forza di una base, funzione della sua natura e della sua concentrazione, è il pH.
Va osservato che le definizioni di base e acido hanno subìto diverse modifiche nel tempo, partendo da un approccio empirico e sperimentale fino alle più recenti definizioni, sempre più generali, legate al modello molecolare a orbitali. Di seguito vengono elencate le definizioni più diffuse in ordine cronologico.

## Definizione di base secondo la teoria di Arrhenius
Secondo la teoria di Arrhenius, una base è una sostanza che dissociandosi in acqua produce ioni OH-. Un acido, invece, è una sostanza che dissociandosi in acqua produce ioni H+.
Rientrano in questa definizione tutti i composti che identifichiamo come basi (o alcali) nell'uso comune, sia per la loro azione irritante sui tessuti viventi (e il tipico gusto amaro), sia per la loro capacità di far virare opportunamente sostanze indicatrici.
Sono basi secondo Arrhenius, per esempio, l'idrossido di sodio e l'idrossido di potassio.
La "forza" di una base e con essa anche i suoi effetti corrosivi e irritanti, è misurata con la costante di dissociazione basica.
Una base viene detta monoacida o poliacida a seconda degli ioni ossidrile liberati.

## Definizione di base secondo la teoria di Brønsted-Lowry
Secondo la teoria di Brønsted-Lowry, una base è una sostanza capace di acquisire ioni H+ da un'altra specie chimica, detta acido.
La teoria di Brønsted-Lowry estende la definizione di base a quelle sostanze di cui non è possibile o non è pratico valutare il comportamento in acqua, come di fatto succede nella definizione data da Arrhenius. Introduce anche il concetto di complementarità tra acido e base, dato che la base non è tale se non in presenza di una controparte a cui strappare uno ione H+, e viceversa.
L'ammoniaca, ad esempio, si comporta come una base secondo Brønsted e Lowry quando è sciolta in acqua perché è in grado di sottrarre all'acqua uno ione H+
{\displaystyle {\ce {NH3 + H2O -> NH4+ + OH-}}}
Secondo questa teoria non esistono quindi acidi e basi a sé stanti, ma solo coppie di acido e base coniugati. Una coppia acido/base coniugata è una coppia di specie chimiche che differiscono soltanto per uno ione H+. Quando un acido cede uno ione H+ si trasforma nella sua base coniugata; quando una base acquista uno ione H+ si trasforma nel suo acido coniugato.
Qualunque reazione che comporta il trasferimento di uno ione H+ da un acido a una base è una reazione acido-base secondo Brønsted e Lowry. Un acido può, in determinate circostanze, comportarsi da base e viceversa.

## Definizione di base secondo la teoria di Lewis
Secondo la teoria di Lewis, una base è una sostanza capace di donare un doppietto elettronico a un'altra specie chimica detta acido.
Simile alla teoria di Brønsted-Lowry, sostituisce al trasferimento dello ione H+ il trasferimento in senso inverso di un doppietto elettronico. Secondo Lewis sono quindi basi anche composti come il tricloruro di fosforo o la piridina, che presentano nella loro struttura un doppietto elettronico non condiviso che possono trasferire con un legame dativo a un accettore, un acido di Lewis. Nell'esempio qui riportato, l'ammoniaca è la base e il trifluoruro di boro è l'acido, secondo Lewis
{\displaystyle {\ce {H3N: + BF3 -> H3N-BF3}}}
Una reazione acido-base secondo Lewis comporta la formazione di un legame dativo tra una base di Lewis (donatore) e un acido di Lewis (accettore).
Le basi di Lewis si comportano da reagenti nucleofili, mentre gli acidi di Lewis si comportano da reagenti elettrofili. La differenza tra le definizioni di "base di Lewis" e "nucleofilo" sta nel fatto che il carattere di una base di Lewis è legato alla termodinamica della reazione, infatti un composto si comporta tanto più da base di Lewis quanto più tende a donare i doppietti elettronici (in condizioni di equilibrio), mentre il carattere nucleofilo è legato alla cinetica della reazione, infatti un composto si comporta tanto più da nucleofilo quanto più velocemente dona i doppietti elettronici.

## Basi forti
Una base è "forte" quando è completamente dissociata, e cioè dà luogo a una ionizzazione totale. Le principali basi forti sono:
- idrossido di sodio: NaOH
- idrossido di potassio: KOH
- idrossido di calcio: Ca(OH)2
- idrossido di bario: Ba(OH)2
- idrossido di litio: LiOH.
- idrossido di magnesio: Mg(OH)2

## Solubilità delle basi
Vi sono basi che si sciolgono e liberano ioni OH- producendo soluzioni basiche, ma vi sono anche basi, come Cu(OH)2, Fe(OH)2, Fe(OH)3, Zn(OH)2, che sono poco, o per nulla solubili, quindi non riescono a formare una soluzione basica.
È possibile che le basi derivanti da metalli anfoteri, in soluzioni concentrate, diano segni di solubilità a causa della formazione di ioni complessi (ad esempio, Al(OH)3, che in soluzioni alcaline concentrate reagisce a dare lo ione Al(OH)4-, solubile).